# Pterotopteryx dodecadactyla
Pterotopteryx dodecadactyla is een vlinder uit de familie waaiermotten (Alucitidae). De wetenschappelijke naam is voor het eerst geldig gepubliceerd in 1813 door Hübner.
De soort komt voor in Europa.